# 棕櫚谷 (加利福尼亞州)
棕櫚谷（Palmdale，又譯棕櫚岱爾或帕姆岱爾）是美國加利福尼亞州洛杉磯縣北部的一個城市。棕櫚谷位處莫哈維沙漠的羚羊谷（Antelope Valley）南部山腳下，面積272.2平方公里，市中心海拔810米（2657英尺），2020年人口169,450人。

## 姐妹城市
- 墨西哥蓬西特蘭（Poncitlan）